# Nikolai Txerepnín
Nikolai Txerepnín   (Sant Petersburg, 15 de maig de 1873 - Issy-les-Moulineaux, 26 de juny de 1945), nom complet amb patronímic Nikolai Nikolàievitx Txerepnín, rus: Николай Николаевич Черепнин, fou un compositor rus.
Amb Serguei Rakhmàninov (1873-1943), Aleksandr Glazunov (1865-1936), Anatoli Liàdov (1855-1914), Nikolai Médtner (1879-1951), Anton Arenski (1861-1906) i Serguei Tanéiev (1856-1915), de vegades anomenat "els grans epígons", és un dels successors del Grup dels Cinc. Aquests compositors van reforçar les posicions adquirides pels seus predecessors i van intentar "universalitzar" la música russa.

## Biografia
Nasqué en la família del famós metge de Sant Petersburg Nikolai Petróvitx Txerepnín (1841 - 27 de febrer de 1906), metge personal de F. M. Dostoievski. La mare, Zinaïda Aleksàndrovna, de soltera Ratàieva, va morir quan ell era un nadó, i quan el seu pare es va tornar a casar, va ser substituïda per una madrastra ambivalent. Quan era nen, el pare de Nikolai el colpejava regularment i li feia complir un codi general d'estricta disciplina.
El 1883, Nikolai Txerepnín va ingressar al 6è gimnàs de Sant Petersburg, el director del qual el 1890 era el filòleg i compositor espiritual Dmitri Nikolàievitx Soloviov. Es va graduar al gimnàs l'any 1891 amb una medalla de plata. Txerepnín després va estudiar a la Universitat Estatal de Sant Petersburg; el 1895 es va llicenciar a la facultat de dret de la universitat amb el títol de kandidat en dret.
A la tardor de 1893, sense deixar les classes a la universitat, va ingressar al Conservatori de Sant Petersburg, a la classe de piano del professor Karel van Ark. Aviat però va deixar les classe Fan-Ark, va aprovar els exàmens per al departament de composició del conservatori i va ser acceptat a la classe del compositor i escriptor musical Nikolai Soloviov. El 1894, com recordava Txerepnín
| « | Després de llargues vacil·lacions i emoció, finalment vaig decidir presentar-me davant Rimski-Kórsakov, emportant-me algunes composicions... Nikolai Andréievitx ho va escoltar tot amb molta atenció, em va parlar d'alguns temes musicals i... em va dir que m'acceptaria en la seva classe després, abans d'obtenir el consentiment del meu antic professor per sortir de la seva classe. | » |

A Soloviov no li va importar, i Txerepnín va començar a estudiar amb Nikolai Rimski-Kórsakov en el curs d'harmonia especial, i el 1898 es va graduar amb honors a la classe de composició amb el títol d'artista lliure.